# Юрий Визбор
Юрий Визбор (на руски: Ю́рий Ио́сифович Ви́збор) (20 юни 1934 – 17 септември 1984) е съветски киноактьор, журналист, писател, сценарист, поет, бард и автор на повече от 300 песни. Едни от неговите хобита са пътешествия и алпинизъм. Завършва Московския педагогически институт, специалност руски език. Заболява от рак и умира едва на 50-годишна възраст.